# Gutta

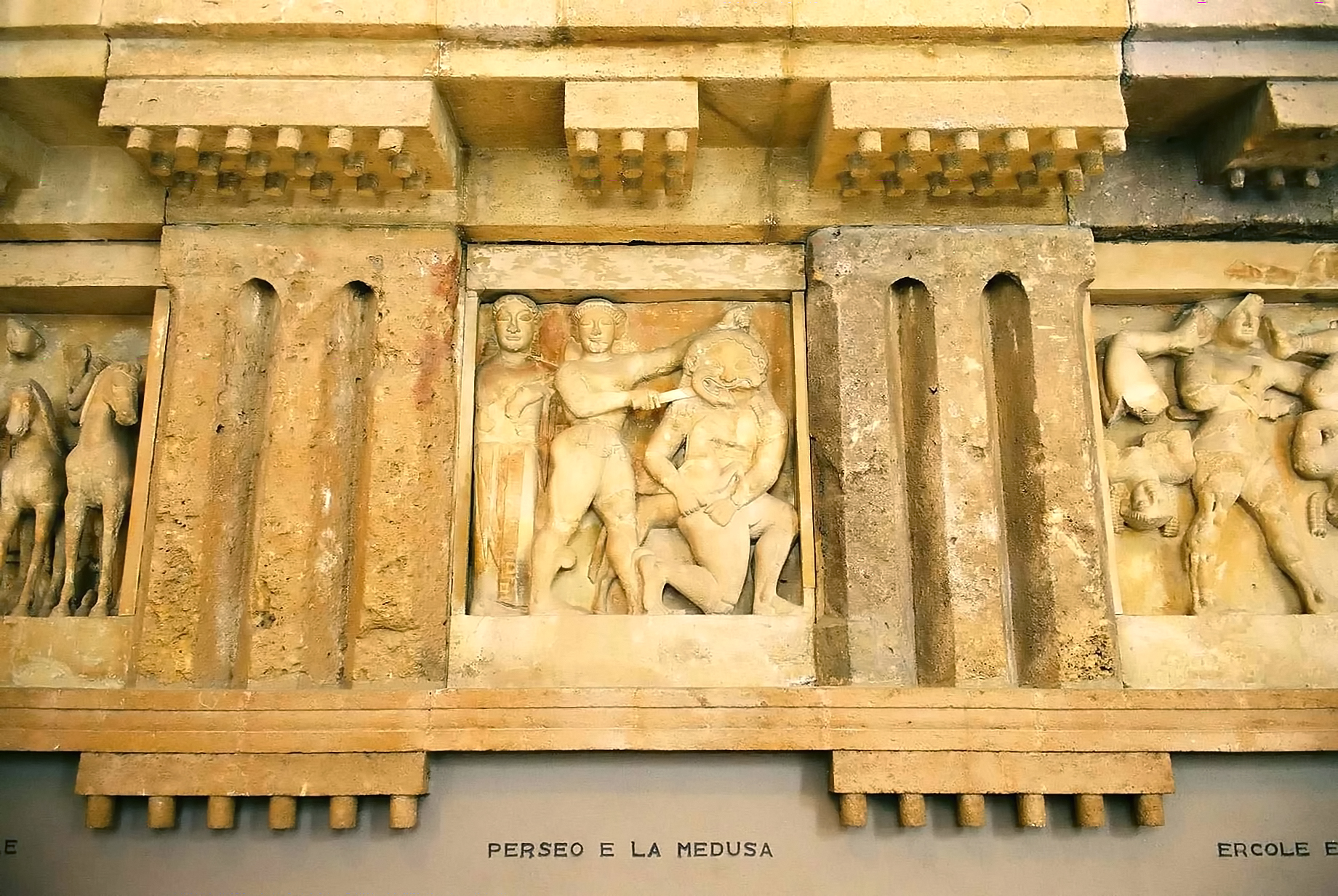
Guttae an Regulae und Mutuli des Tempels C in Selinunt

Die Gutta (lateinisch Tropfen, meist Plural Guttae, deutsch gelegentlich auch Kälberzähne genannt) ist im griechischen Tempelbau dorischen Stils ein tropfenartiges hängendes Zierelement an der Unterseite bestimmter Bauglieder, das entweder nach unten konisch verbreitert oder zylindrisch geformt ist.

## Geschichte und Formen
Ab der zweiten Hälfte des 6. Jahrhunderts v. Chr. sind die Guttae regelmäßig in drei Reihen zu je sechs Tropfen an den Unterseiten der Mutulusplatten des dorischen Geisons angebracht. 
Je sechs Guttae in einer Reihe zieren auch die Unterseiten der Regulae, kleinen Leisten, die unter der bekrönenden Taenia der dorischen Architrave angearbeitet waren. In der Frühphase der dorischen Steinarchitektur konnte die Anzahl ihrer Guttae nur vier betragen, bei den Mutuli gab es Lösungen mit alternierenden breiten und schmalen Platten, wobei bei letzteren dann die Anzahl der Guttae auf 3 × 3 reduziert wurde. Auch gab es anfänglich zweireihige Ausprägungen mit beispielsweise 2 × 5 Guttae.
Die Guttae werden von Teilen der Forschung als anachronistische Nachbildung der Nägel bei der ursprünglichen Holzbauform des dorischen Tempels interpretiert.

## Antikenrezeption
Das Motiv der Guttae wird im italienischen Manierismus wiederaufgenommen, so zum Beispiel an der Platzfassade Palazzo degli Elefanti, wo bei den durchgehenden Pilastern statt der Kapitelle dreieckige Guttae zu sehen sind.

In der Architektur des Klassizismus und des Historismus wurde das Guttae-Motiv nicht nur bei Säulenordnungen wiederaufgegriffen, sondern auch in gestalterischen Spielarten, etwa in der Art von kleinen Konsolen unter Schrifttafeln.

Beispiele
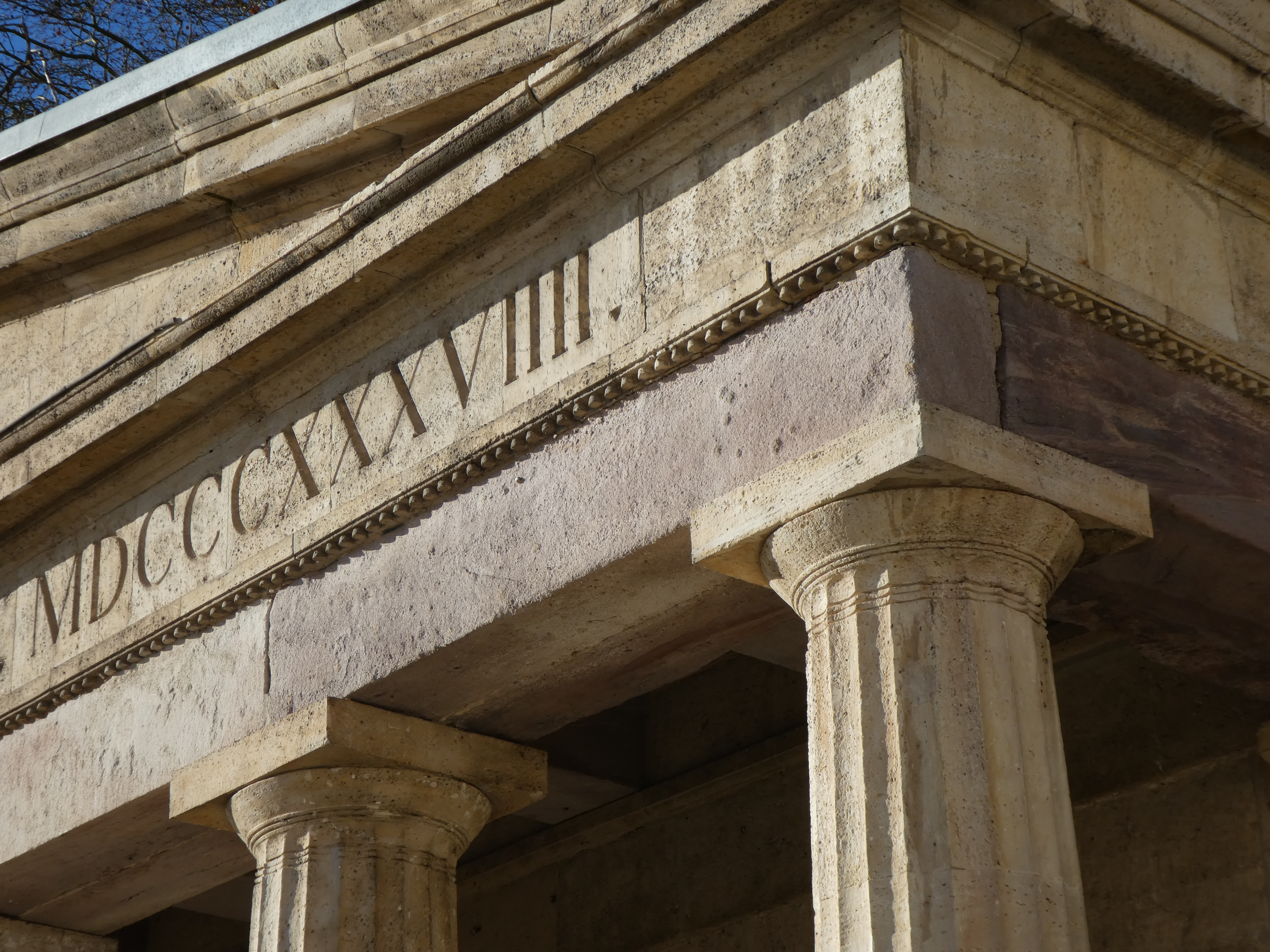
Klassizistischer Guttae-Fries an der Alten Wache Sondershausen, 1839
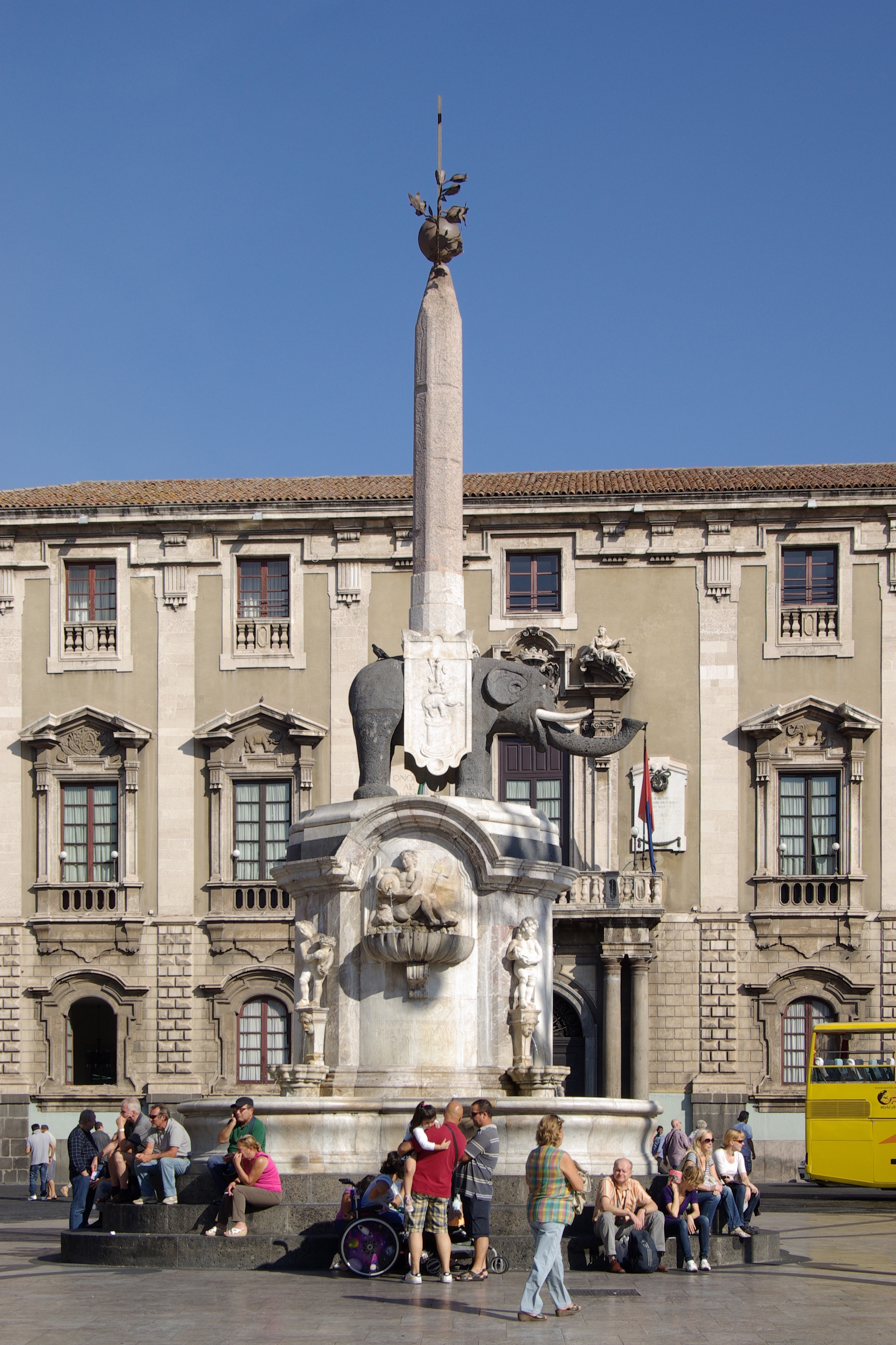
Guttae als Kapitellersatz am Palazzo Degli Elefanti in Catania
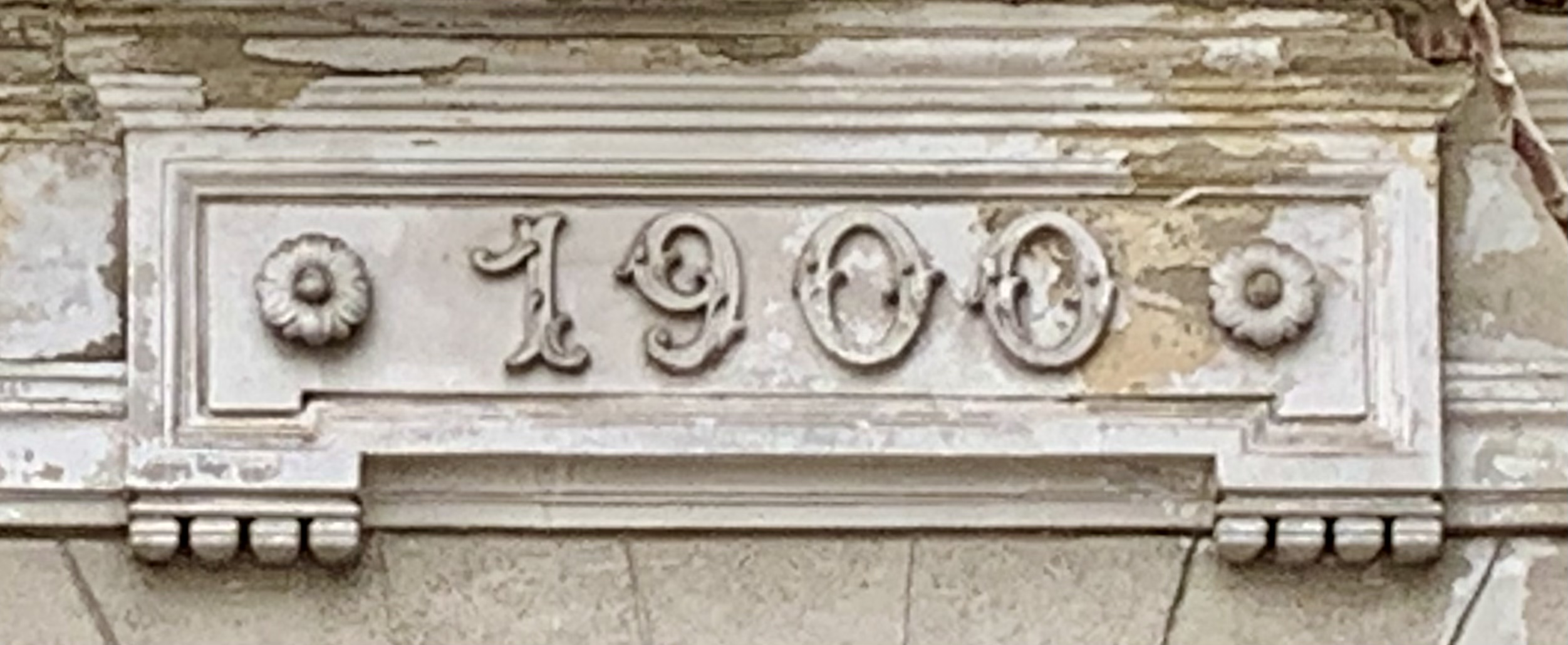
Guttae als Zierformen an einer historistischen Inschriftentafel
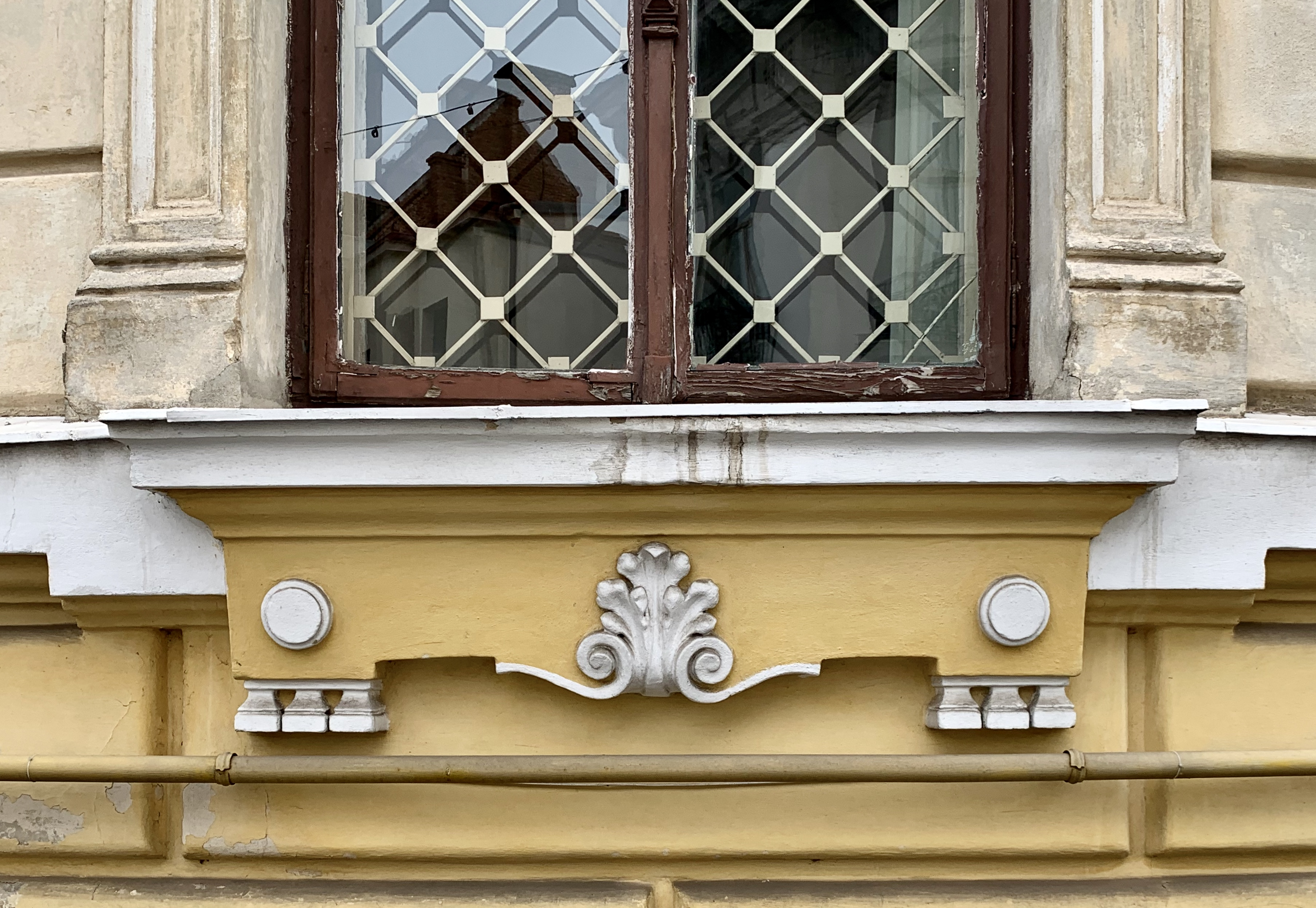
Zierguttae unter einer Fensterbank
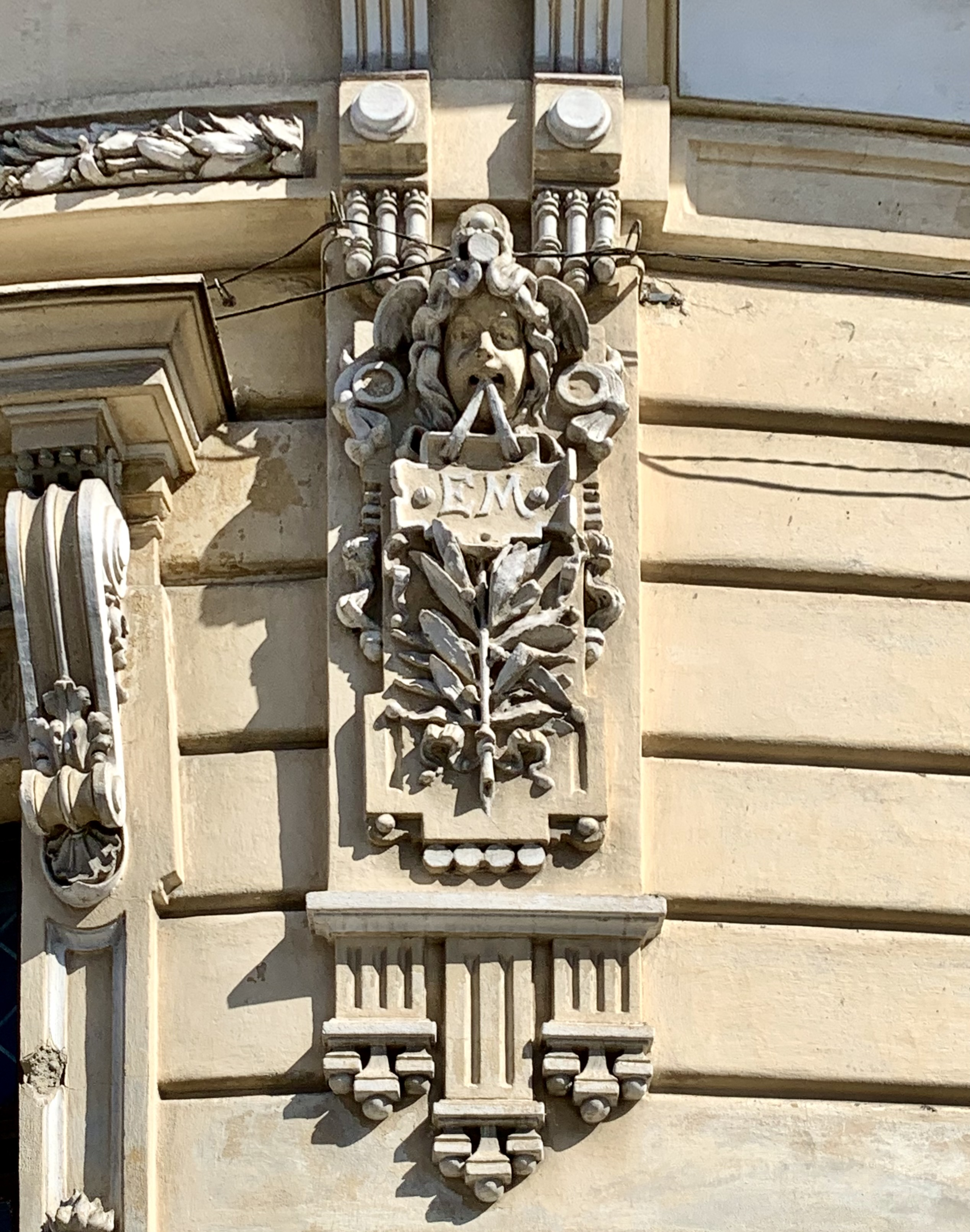
Ziertriglyphen und -guttae an einer historistischen Fassade